# Passeig de Sant Joan
Il Passeig de Sant Joan è un importante viale di Barcellona.
Il viale si trova tra i quartieri dell'Eixample e di Gràcia e prende il nome da una strada più antica che portava questo nome, nota anche come Passeig Nou, costruita nel 1795 attorno agli spalti della fortezza di Ciutadella.
Il Passeig de Sant Joan comincia dall'Arco di Trionfo, dove incontra Avinguda de Vilanova, Carrer de Trafalgar e il Passeig de Lluís Companys e prosegue verso ovest attraversanfo il quartiere Eixample fino a raggiungere Travessera de Gràcia nella parte inferiore parte di Gràcia.

## Edifici e monumenti principali
- Arco di Trionfo
- Biblioteca Pubblica Arús
- Casa Macaya di Josep Puig i Cadafalch
- Monumento al dottor Robert di Josep Llimona.

## Trasporto
- Verdaguer (L4, L5)
- Arco di Trionfo (L1)